# Sønderhalds kommun
Sønderhalds kommun var en kommun i Århus amt i Danmark. Den är sedan 1 januari 2007 uppdelad på kommunerna Norddjurs kommun och Randers kommun.